# 乃木三太
乃木 三太（のぎ さんた、1978年9月19日 - ）は、日本の俳優。別名は乃木 太三。埼玉県出身。加川事務所所属。身長173cm。
特技はピアノで、ピアニストの役を演じることが多い。

## 出演作品

### 映画
- 聯合艦隊司令長官 山本五十六（2011年）

### テレビドラマ
- 負けぬが勝ち〜川崎純情ジム物語（1997年） - 石田 役
- 相棒 Season 11 第17話「ビリー」（2013年） - 江崎誠 役
- ポップジャム

### CM
- 三井ホーム（2013年）